# Aleksandr Michajlovič Zajcev
Alecsandr Mikhajlovič Zajcev in russo Александр Михайлович Зайцев? (Kazan', 1841 – 1910) è stato un chimico russo.
Fu insegnante dal 1870 all'università di Kazan' e ne divenne anche rettore. A lui dobbiamo la formulazione della regola di Zaitsev.